# Mizo
El mizo, históricamente registrado como lushai, es un grupo étnico originario del estado de Mizoram en la India y de los estados vecinos del noreste de la India . Hablan la lengua tibeto-birmana de Mizo, lengua oficial y lengua franca de Mizoram. El estado es el segundo más alfabetizado de la India, con una tasa de más del 90%. 
El gente Chin de Birmanie y el gente Kuki de India y Bangladés son tribus afines de Mizos  y muchos de los inmigrantes Mizo en Myanmar han aceptado la identidad Chin. Los pueblos Chin, Kuki, Mizo y Naga del sur se conocen colectivamente como pueblo Zo ( Mizo : Zohnahthlak ; literalmente, "descendientes de Zo") y todos hablan las lenguas kukish . 

## Idioma
El pueblo Mizo moderno habla la idioma mizo, miembro de las lenguas sino-tibetanas y una de las lenguas oficiales de Mizoram, junto con el inglés .  Al igual que el idioma chino, Mizo es un idioma tonal, lo que significa que el significado de una sílaba cambia según el tono. 

## Cultura y sociedad
Después del siglo XIX, se basó en gran medida en el cristianismo : la fiesta principal de los mizo es la Navidad, o conocida localmente como Krismas.  Además, la vestimenta de los hombres está influenciada por la cultura occidental; llevan abrigos.  Aunque los Mizos todavía valoraban sus costumbres y valores antiguos, muchas cosas han cambiado más allá del reconocimiento. Ha habido una tendencia reciente a volver a lo básico. 

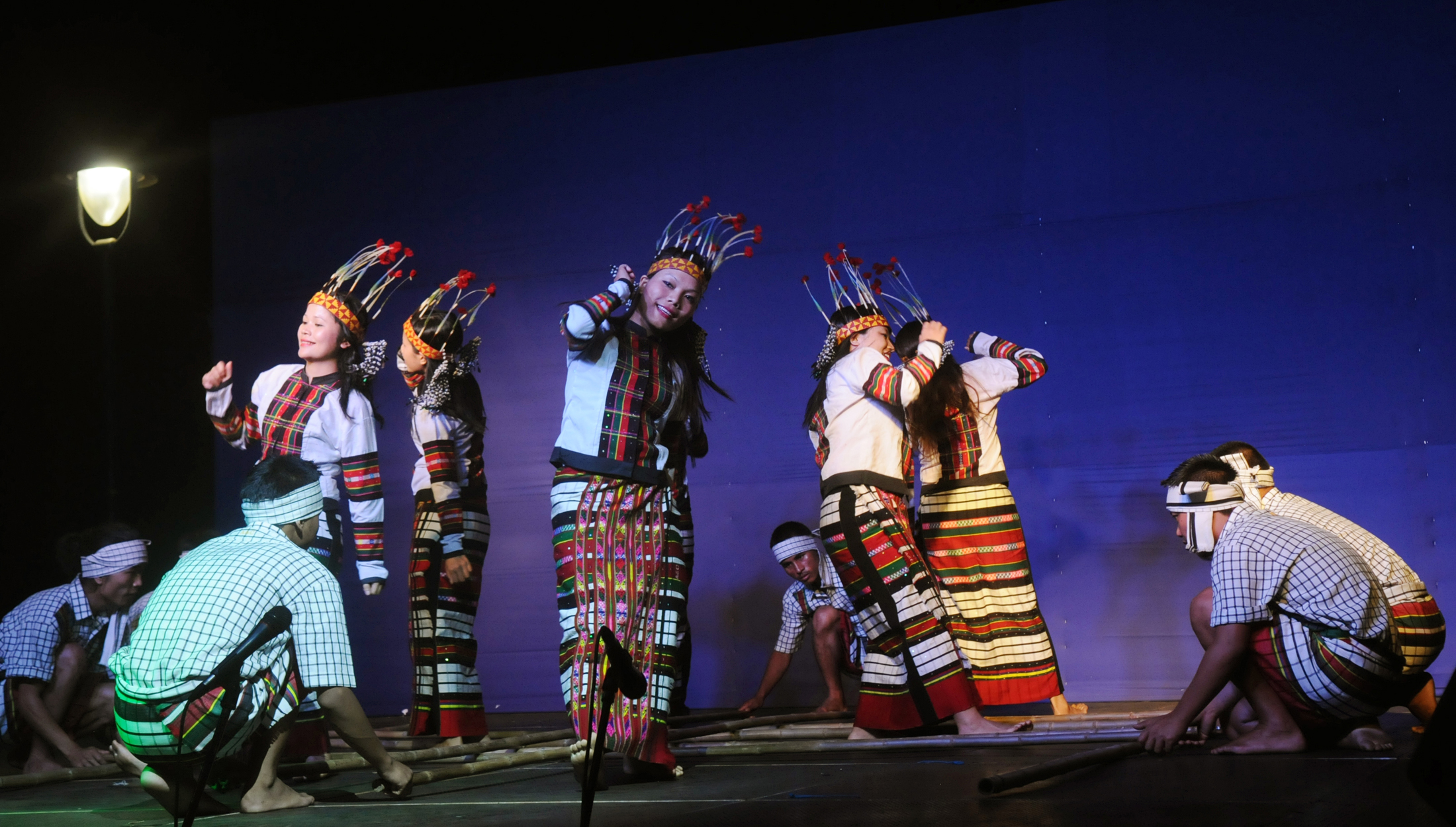
Baile Cheraw con atuendo tradicional mizo.

La danza Cheraw, también conocida como danza del bambú, se considera la danza más antigua de los Mizos y se remonta al siglo I, cuando los Mizos todavía estaban en Chhinlung, China, antes de su gran migración . El baile ahora se representa en casi todos los festivales y ocasiones.  Otros bailes incluyen Chheih Lam, Khual Lam y Solakia. Tenga en cuenta que Lam en mizo significa "baile".

## Historia

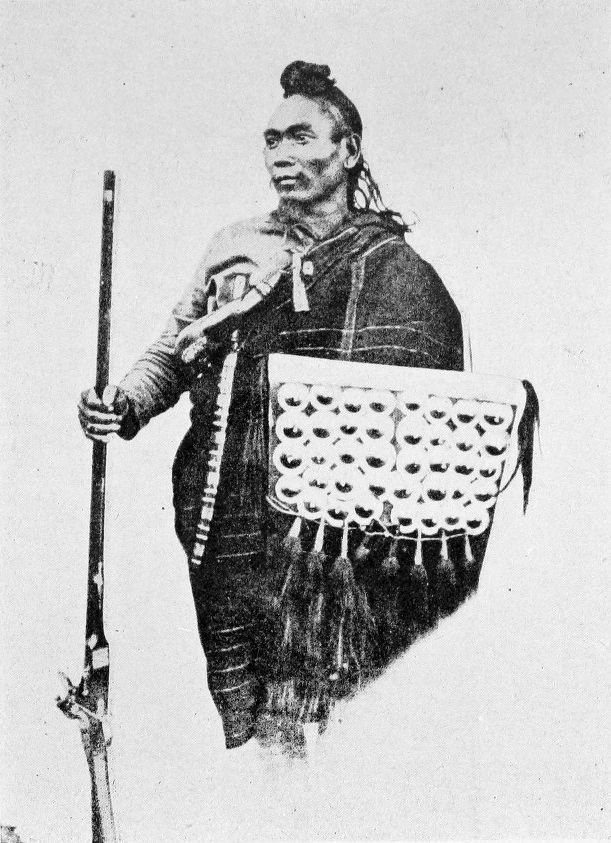
Un jefe mizo de 1909.

Hmar en el dialecto Lusei de Mizo significa "norte", lo que indica que los Hmar vivían al norte de los Luseis. Son descendientes de Manmasi, que salieron de la cueva de Chhinlung, conocida como Sinlung en el dialecto hmar .
Los Hmar tienen subclanes reales. Después de llegar a la actual Khampat en el valle de Kabaw de Birmania, se establecieron allí, según LH Songate, e iniciaron el sistema de jefatura . Tres jefes ( Hmar: Reng) fueron elegidos por el Rey Hmar ( Hmar: Renpui ) Chawnmanga para liderar su reino. Luego, Chawnmang le dio a Lersi autoridad sobre la región sur del reino, a Zingthlo sobre su región norte y a Luopui sobre su región central. Luego divídete en tres reinos. 
El rey Lersi ( c. 920–970 d. C.) fue considerado uno de los reyes más importantes del pueblo Mizo, ya que estableció comercio con los shan y los birmanos, y su reino se extendía por 40.000 millas. 
Después de la independencia de la India, el cambio democrático en la estructura administrativa de Mizoram condujo a un movimiento contra los jefes. El sentimiento era generalizado contra los jefes autocráticos y a favor de la Unión Mizo . En 1955, en una reunión de representantes de varias aldeas Mizo celebrada en Aizawl, surgió la demanda de un estado montañoso separado. La población local sintió que el gobierno de Assam los había maltratado durante la hambruna de Mautam.
Cuando en 1960 el gobierno introdujo el asamés como lengua oficial del estado, hubo muchas protestas contra la Ley de Lengua Oficial de 1961. Esto fue seguido por el levantamiento del Frente Nacional Mizo en marzo de 1966,  que resultó en ataques a las instalaciones militares en Aizawl, Lunglei y otras ciudades. El Frente Nacional Mizo, anteriormente conocido como Frente Nacional contra la Hambruna Mizo, declaró su independencia de la India.
El gobierno indio designó a Mizoram como Territorio de la Unión el 21 de enero de 1972. Pu Laldenga, presidente del Frente Nacional Mizo,  firmó un acuerdo de paz en 1986 con el Gobierno de la India, declarando que Mizoram era una parte integral de la India. Pu Laldenga llegó al ministerio durante el gobierno interino que se formó en coalición con el Congreso en 1987. La condición de Estado de Mizoram fue proclamada el 20 de febrero de 1987.